# Рахинское сельское поселение
Рахи́нское се́льское поселе́ние — муниципальное образование в составе Среднеахтубинского района Волгоградской области.
Административный центр — село Рахинка.

## История
Рахинское сельское поселение образовано 5 апреля 2005 года в соответствии с Законом Волгоградской области № 1040-ОД.

## Население
| 2010  | 2012  | 2013  | 2014  | 2015  | 2016  | 2017  |
| ----- | ----- | ----- | ----- | ----- | ----- | ----- |
| 2521  | ↘2482 | ↘2442 | ↘2414 | ↘2374 | ↘2369 | ↘2368 |
| 2018  | 2019  | 2020  | 2021  |       |       |       |
| ↘2349 | ↘2338 | ↘2271 | ↘2241 |       |       |       |

## Состав сельского поселения
| № | Населённый пункт | Тип населённого пункта       | Население |
| - | ---------------- | ---------------------------- | --------- |
| 1 | Вондо            | посёлок                      | 28        |
| 2 | Рахинка          | село, административный центр | ↘2493     |